# The Four Feathers
The Four Feathers är en amerikansk-brittisk långfilm från 2002 i regi av Shekhar Kapur, med Heath Ledger, Wes Bentley, Djimon Hounsou och Kate Hudson i rollerna. Filmen är baserad på romanen De fyra fjädrarna av A.E. W. Mason.

## Handling
Harry är en brittisk officer. Eftersom hans far är general har han gått in i det militära, men han är egentligen inte intresserad. När hans regemente ska skickas iväg till kriget i Sudan tar Harry avsked. Tre av hans officerskamrater skickar honom då en vit fjäder, vilket betyder att de anser honom feg. Hans fästmö Ethne skickar den fjärde. Hans far generalen förskjuter honom. För att rentvå sitt namn reser Harry i hemlighet till Sudan.

## Rollista
| Heath Ledger       | – Harry Faversham   |
| Wes Bentley        | – Jack Durrance     |
| Djimon Hounsou     | – Abou Fatma        |
| Kate Hudson        | – Ethne Eustace     |
| Rupert Penry-Jones | – Tom Willoughby    |
| Kris Marshall      | – Edward Castleton  |
| Michael Sheen      | – William Trench    |
| Alex Jennings      | – Colonel Hamilton  |
| James Cosmo        | – Colonel Sutch     |
| Angela Douglas     | – Aunt Mary         |
| Tim Pigott-Smith   | – General Feversham |
| Lucy Gordon        | – Isabelle          |
| James Hillier      | – Drunken Corporal  |